# Luisa Porritt

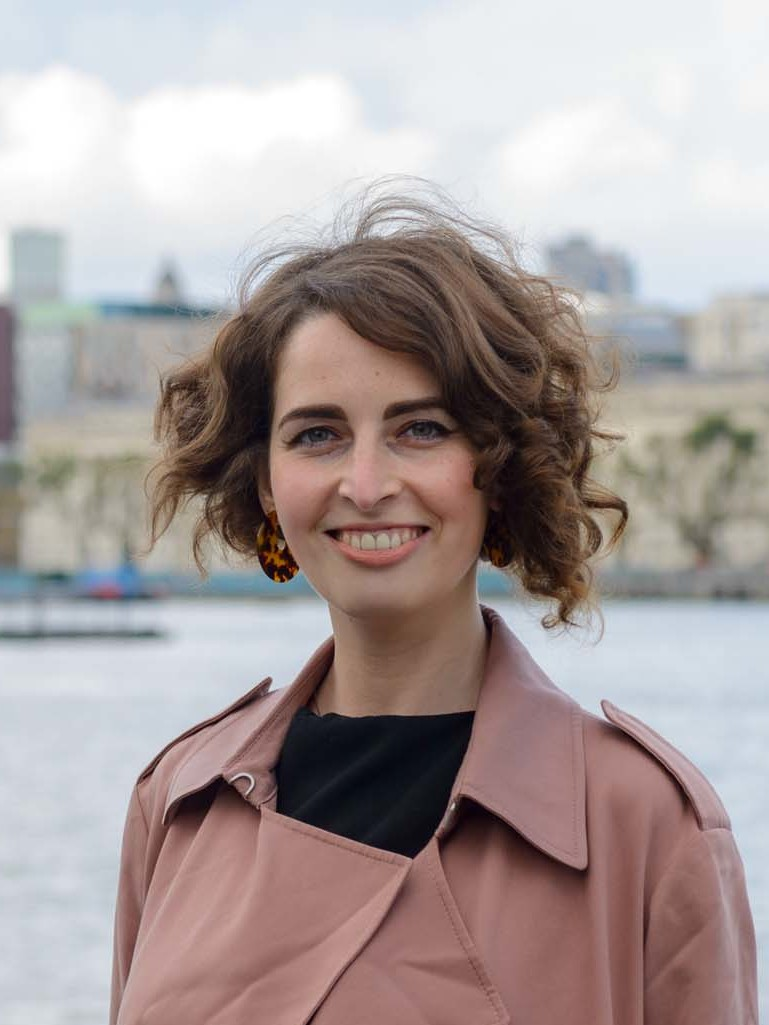
Luisa Porritt, 2020

Luisa Manon Porritt (* 23. Mai 1987 in London) ist eine britische Politikerin und Mitglied der Liberaldemokraten. Ab der Europawahl 2019 bis zum 31. Januar 2020 war sie Mitglied des Europäischen Parlaments.

## Politische Laufbahn
Porrit trat den Liberaldemokraten nach dem Brexit-Referendum 2016 bei. 2018 wurde sie als Ratsmitglied für das London Borough of Camden gewählt. Bei der Wahl zum Bürgermeister von London 2021 war sie die Kandidatin der Liberal Democrats, nachdem die ursprünglich ausgewählte Siobhan Benita ihre Kandidatur zurückgezogen hatte. Sie erreichte 111.716 Stimmen (4,4 %) und kam damit auf den vierten Platz.

## Funktionen als MdEP
- Mitglied im Ausschuss für Wirtschaft und Währung
- Stellvertretendes Mitglied im Ausschuss für auswärtige Angelegenheiten
- Stellvertretendes Mitglied im Haushaltskontrollausschuss
- Stellvertretendes Mitglied im Petitionsausschuss